# إدواردو جرمان كوديه
إدواردو جرمان كوديه (بالإسبانية: Eduardo Coudet؛ مواليد 12 سبتمبر 1974) هو لاعب كرة قدم أرجنتيني سابق والمدرب الحالي لنادي سيلتا فيغو.
لعب مع روزاريو سنترال وريفر بليت وسلتا فيغو وفيلادلفيا يونيون ونادي أتليتيكو كولون ونادي سان لورينزو ونادي سان لويس ونادي نيكاكسا وأتليتكو بلاتينسي ‏ وClub Atlético Villa San Carlos ‏ وFort Lauderdale Strikers (2006–2016) ‏.

## وصلات خارجية
- إدواردو جرمان كوديه على موقع الدوري الأمريكي (الإنجليزية)
- إدواردو جرمان كوديه على موقع إي إس بي إن إف سي (الإنجليزية)
- إدواردو جرمان كوديه على موقع قاعدة بيانات كرة القدم.إي يو (الإنجليزية)
- إدواردو جرمان كوديه على موقع Soccerway.com (الإنجليزية)